# مدى (شركة)
مدى هي شركة خاصة توفر خدمات الإنترنت إلى قطاعات العمل، كما أنها أول من أدخلت الإنترنت اللاسلكي إلى السوق الكويتي، تدير مدى للاتصالات المعروفة سابقا (بالشركة العربية للاتصالات) خدمة مزود الوايرلس أو نقطة الاتصال اللاسلكية.